# ZeFestival
 (mai 2018).
ZeFestival est un festival de cinéma LGBT qui a lieu chaque année en automne et qui se déroule dans la région PACA et à Monaco. Les deux temps forts ont lieu à Nice et à Marseille en début et fin de festival. Cet événement est organisé par l'association culturelle Polychromes.

## Histoire
En 2008, le premier festival est créé à Nice et s'intitule Rencontres cinématographiques d'un genre à l'autre.
Dès 2009, il est renommé L'été indien et en 2011, il devient ZeFestival.
En 2012, le festival s'étend pour la première fois hors de Nice et organise des projections dans plusieurs villes de la région PACA. 
Les projections à Marseille s'inscrivent dans la continuité du Festival des Reflets qui avait lieu depuis 2002 et jusqu'en 2011.
Depuis 2012, des projections ont également lieu dans les villes suivantes de la région : Aubagne (2012), Cannes (2013), Monaco (2013), Salon-de-Provence (2013), Seillans (2015), Toulon (2012-2015)

## Vocation
ZeFestival a pour ambitions de faire émerger des films avec ou sans distributeurs et d'offir ainsi aux spectateurs la possibilité de les découvrir. Que ce soit en avant première ou en projection inédite, l'ambition internationale de ZeFestival conduit à projeter tous les films en VOSTF. Le festival offre également la possibilité de revisionner des grands classiques dans la thématique.
La programmation est réalisée par une commission de sélection (de l'association Polychromes) dont les critères sont l'exigence artistique et militante sur les thématiques LGBT et les questions de genre (gender studies).

## Audience
Ouvert au large public et non-communautaire, le festival a une politique tarifaire abordable grâce aux partenariats négociés avec les cinémas. Certaines projections sont gratuites.
Également à vocation éducative, le festival a commencé à s'ouvrir au public de collégiens et lycéens en partenariat avec l'Éducation Nationale et Amnesty International.
Les publics de cinéphiles sont également visés grâce aux passerelles posées avec le festival de court métrage de Nice Un Festival C'est trop court organisé par l'association Héliotrope, la Samain du cinéma fantastique de Nice et le festival Au cœur des Droits Humains.

## Contenu
Composée principalement de longs métrages, la programmation laisse également une place importante aux courts métrages.
Les projections sont souvent suivies de débats avec les réalisateurs (Jacques Nolot, Maria Beatty, Gaël Morel, Amor Hakkar, Everett Lewis, David Lambert, Caner Alper...) et/ou des associations en rapport avec les thématiques développées (Association des parents gays et lesbiens, Association pour la Démocratie à Nice, Amnesty International, Beit Haverim, SOS Homophobie, SOS Racisme, Association des Transgenres de la Côte d'Azur...).
Polychromes en tant qu'association culturelle reconnaît que le documentaire est un genre cinématographique à part entière et à ce titre développe ce genre de programmation. Ces projections évoquent directement des questions sociales, sanitaires, politiques, religieuses, artistiques et qui encouragent les spectateurs à en débattre.
Autour des projections sont également proposées des activités culturelles et conviviales : conférences, débats, concours photo, expositions (Moya, Stéphane Art...), brunch associatif, soirées musicales...

## Prix du public
Depuis 2012, un long métrage se voit décerner le prix du public. À l'issue de chaque séance, le public est invité à noter le film qu'il vient de voir. Le film avec la meilleure note moyenne décroche le prix.
| Année | Film                                                                            |
| ----- | ------------------------------------------------------------------------------- |
| 2012  | La Parade, Serbie                                                               |
| 2013  | Facing Mirrors, Iran                                                            |
| 2014  | Ex-aequo: Cloudburst, Canada, États-Unis Azul y no tan rosa, Venezuela, Espagne |
| 2015  | Boy meets girl, États-Unis                                                      |

## Lieux de projections
À Nice, le festival est principalement basé au cinéma Le Mercury qui est un partenaire dépendant du Conseil Général des Alpes-Maritimes.
Mais aussi dans d'autres cinémas comme le Rialto et les cinémas Pathé.
À Marseille, le festival se tient principalement au cinéma Les Variétés.

## Financement
Soutenu en financement public par la ville de Nice, le conseil général des Alpes-Maritimes, le conseil régional de PACA, la ville de Marseille et le Ministère de la Santé (INPES), ZeFestival reçoit aussi des soutiens de financements privés.
Géré par l'association Polychromes à but non lucratif, ZeFestival bénéficie du bénévolat important d'un staff d'une dizaine de personnes, tous cinéphiles avertis et issus d'horizons professionnels différents (ingénieurs, sociologues, enseignants, étudiants, professionnels du théâtre, du tourisme, de la musique...).

## Intégration dans un réseau plus grand: ARC LGBT
ZeFestival est l'un des trois membres fondateurs de Acteurs Réseau Culturel LGBT, une association internationale francophone créée en 2010.
Elle a pour but la promotion, le développement et la diffusion, au sein de la francophonie, de produits et d’activités culturels lesbiens, gays, bi et trans, en particulier par l’intermédiaire de films. Elle vise le développement du partage des expériences entre ses membres, la mise en commun de ressources individuelles ou la recherche de ressources collectives pour rencontrer des objectifs communs, la formation et l’information de ses membres pour le développement de leurs projets individuels, la valorisation du français en tant que langue de culture au sein de la communauté LGBT au niveau international. Elle vise à faire de la culture gay, lesbienne, bi ou trans, un outil d’émancipation, un vecteur de développement communautaire pour les minorités sexuelles francophones.
Les membres sont :
- Tels Quels à Bruxelles,  Belgique
- Autre Regard à Mulhouse,  France
- D'un bord à l'autre à Orléans,  France
- Face à Face à St-Etienne,  France
- Des images aux mots à Toulouse,  France
- ZeFestival en PACA,   France